# 澤氏擬鱥
澤氏擬鱥（學名：Pseudophoxinus zekayi），為輻鰭魚綱鯉形目雅羅魚科的其中一個種，被IUCN列為易危保育類動物，分布亞洲土耳其傑伊漢河流域，體長可達14.3公分，生活習性不明。

## 扩展阅读
維基物種上的相關：澤氏擬鱥